# Arresto de Marcy Rheintgen
Marcy Rheintgen (nacida en 2004/2005) es una estudiante que fue arrestada y encarcelada el 19 de marzo de 2025 por lavarse las manos en un baño de mujeres en el Capitolio del Estado de Florida. Fue arrestada bajo la ley anti-trans de Florida, la Ley de Requisitos de Instalaciones Basados en el Sexo, porque era una mujer transgénero que usaba un baño de mujeres. Se cree que este es el primer arresto realizado bajo la ley.

## Enjuiciamiento

### Antes de su arresto
Una semana antes de su arresto, Rheintgen envió alrededor de ciento sesenta cartas impresas a los legisladores de Florida informándoles que planeaba usar el baño específico en el Capitolio del Estado de Florida el 19 de marzo en protesta contra la Ley de Requisitos de Instalaciones Basados en el Sexo. También incluyó una fotografía de ella misma para su identificación. Ella escribió en la carta: "Sé que sabes en tu corazón que las personas transgénero también son humanas y no puedes arrestarnos".

### Detención
La periodista del Tampa Bay Times, Romy Ellenbogen, la acompañó al Capitolio. Dos policías la encontraron afuera del baño y le advirtieron que no entrara, ella entró y se lavó las manos. La policía entró entonces al baño, la esposaron y la arrestaron después de menos de 60 segundos. Inicialmente le habían dicho a Rheintgen que planeaban emitir una citación para comparecer ante un juez, pero luego la arrestaron por no cumplir con los criterios para una citación para comparecer.
La policía confiscó su rosario y registró su persona y su vehículo.

### Detención en prisión de hombres y acusación
La llevaron al Centro de Detención del Condado de Leon, donde permaneció detenida durante la noche en el pabellón de hombres. Fue puesta en libertad preventiva después de 24 horas. Se le acusó de un delito menor de allanamiento de morada en segundo grado, punible con hasta 60 días de cárcel. La declaración jurada de la policía utiliza su deadname y pronombres masculinos. Está previsto que comparezca ante el tribunal en mayo de 2025.

## Reacción al arresto
Rheintgen ha declarado que:
Probablemente iré a una prisión de hombres por un largo tiempo, donde me destransicionarán a la fuerza, me afeitarán la cabeza y probablemente seré violada. Es horroroso y moralmente aborrecible que cuando vemos a miembros diferentes y únicos de nuestra sociedad, nuestro primer instinto sea encarcelarlos.
La directora ejecutiva de la organización pro derechos LGBTQ+ Equality Florida, Nadine Smith, afirmó:
El arresto de Marcy Rheintgen no tiene nada que ver con la seguridad. Se trata de la crueldad, la humillación y la erosión deliberada de la dignidad humana... Las personas transgénero han utilizado baños acordes con su género durante generaciones sin incidentes. Lo que ha cambiado no es su presencia, sino una ola de leyes diseñadas para intimidarlos y expulsarlos de la vida pública... El verdadero objetivo es la intimidación. Si no puede usar un baño de manera segura o legal, su tiempo en cualquier espacio público es limitado. Ése es el punto.
Jon Harris Maurer, Director de Políticas Públicas de Equality Florida, afirmó:
Utilizar como arma el acceso a los baños en un lugar como el Capitolio estatal es un esfuerzo antidemocrático para impedirles participar directamente en el gobierno y al mismo tiempo despojarlos de sus derechos tras puertas cerradas.

## Vida personal
Rheintgen es una estudiante universitaria residente de Illinois que se describe como centrista/izquierdista y una persona muy religiosa. Ella ha descrito a Florida como su "hogar lejos del hogar". Rheintgen describe a la actriz Hunter Schafer como una heroína personal que la inspiró a desafiar la Ley de Requisitos de Instalaciones Basados en el Sexo después de que a Schafer le dieran un pasaporte masculino a pesar de identificarse como mujer.